# Лісні Горки
Лісні́ Го́рки (рос. Лесные Горки) — селище у складі Юргамиського району Курганської області, Росія. Входить до складу Островської сільської ради.
Населення — 54 особи (2010, 71 у 2002).